# Moy Castle
Moy Castle ist eine Burgruine auf der schottischen Hebrideninsel Isle of Mull. Sie liegt im Süden der Insel an der Meeresbucht Loch Buie. Die gesamte Anlage ist als Scheduled Monument klassifiziert. Die heutige Burgruine gilt als bedeutendes Beispiel für schottische Festungen aus dem 15. Jahrhundert und könnte durch archäologische Untersuchungen einen wichtigen Beitrag zum Verständnis der Sozial- und Wirtschaftsstruktur im westlichen Schottland zwischen dem 15. und 18. Jahrhundert liefern.

## Geschichte
Moy Castle stammt eventuell schon aus dem 14. Jahrhundert, obschon der Großteil der heute erhaltenen Ruinen wahrscheinlich auf das frühe 15. Jahrhundert datiert wird. Erbauer der Burganlage, die später eine Rolle in den Religionskriegen des 17. Jahrhunderts spielte, könnte Hector Reaganach Maclean, 1. Laird of Lochbuie gewesen sein. In der folgenden Zeit fungierte Moy Castle als Stammsitz der Linie des Clans MacLean von Lochbuie. Etwa um 1700 wurden noch verschiedene Gebäude hinzugefügt. Wahrscheinlich ist das Gebäude seit 1752 nicht mehr regelmäßig bewohnt. Im Jahre 1773 besuchten Samuel Johnson und James Boswell Moy Castle. 1945 tauchte Moy Castle in dem britischen Film Ich weiß wohin ich gehe auf.

## Beschreibung
Das Schloss besteht aus einem 10,7 Meter breiten- und langen- und 17,5 Meter hohen Turmhaus mit Überresten eines felsigen Grabens auf der Nordwestseite. Die Burg steht auf einer niedrigen Felsplattform an der Kopfe des Loch Buie. Die heutige Substanz stammt vor allem aus dem frühen 15. Jahrhundert, obwohl auch einige Ergänzungen vorgenommen wurden, bevor sie 1752 aufgegeben wurden. Der Turm besteht aus drei Hauptgeschossen.